# Jacek Drobnik
Jacek Tadeusz Drobnik – polski biolog, doktor habilitowany nauk farmaceutycznych, adiunkt na Śląskim Uniwersytecie Medycznym w Katowicach, specjalista od botaniki farmaceutycznej oraz historii leku naturalnego.

## Kariera naukowa
W 1999 roku na Wydziale Biologii i Ochrony Środowiska Uniwersytetu Śląskiego uzyskała tytuł magistra biologii. W tym samym roku został zatrudniony na Śląskim Uniwersytecie Medycznym w Sosnowcu, gdzie w 2004 roku na jego Wydziale Nauk Farmaceutycznych uzyskał stopień doktora nauk farmaceutycznych na podstawie rozprawy pt. Naturalne zasoby gatunkowe roślin naczyniowych powiatu olkuskiego ze szczególnym uwzględnieniem roślin leczniczych, której promotorem był Krzysztof Jędrzejko. W 2018 roku ten sam wydział nadał mu stopień doktora habilitowanego nauk farmaceutycznych na podstawie pracy pt. Poszukiwanie nowych i zapomnianych gatunków roślin leczniczych metodami botanicznymi i etnojarmakologicznymi.